# Lista de prêmios e indicações recebidos por Roupa Nova
Este anexo lista os prêmios e indicações recebidos pelo grupo brasileiro Roupa Nova.

## Prêmio Sharp
| Ano  | Categoria                     | Indicado           | Resultado | Ref   |
| ---- | ----------------------------- | ------------------ | --------- | ----- |
| 1987 | Melhor grupo (canção popular) | Roupa Nova         | Venceu    | [ 1 ] |
| 1988 | Melhor grupo (canção popular) | Roupa Nova         | Venceu    | [ 1 ] |
| 1990 | Melhor grupo (canção popular) | Roupa Nova         | Venceu    | [ 1 ] |
| 1991 | Melhor grupo (canção popular) | Roupa Nova         | Venceu    | [ 1 ] |
| 1991 | Melhor disco (canção popular) | Roupa Nova Ao Vivo | Venceu    | [ 1 ] |
| 1993 | Melhor grupo (canção popular) | Roupa Nova         | Venceu    | [ 1 ] |
| 1994 | Melhor grupo (canção popular) | Roupa Nova         | Venceu    | [ 1 ] |
| 1997 | Melhor grupo (canção popular) | Roupa Nova         | Venceu    | [ 1 ] |

## Troféu Imprensa
| Ano  | Categoria               | Indicado   | Resultado | Ref                 |
| ---- | ----------------------- | ---------- | --------- | ------------------- |
| 1988 | Melhor conjunto musical | Roupa Nova | Indicado  | [carece de fontes?] |
| 1989 | Melhor conjunto musical | Roupa Nova | Indicado  | [carece de fontes?] |
| 1991 | Melhor conjunto musical | Roupa Nova | Indicado  | [carece de fontes?] |
| 1992 | Melhor conjunto musical | Roupa Nova | Indicado  | [carece de fontes?] |
| 2007 | Melhor conjunto musical | Roupa Nova | Indicado  | [carece de fontes?] |

## Prêmio Caras de Música Brasileira
| Ano  | Categoria     | Indicado      | Resultado | Ref   |
| ---- | ------------- | ------------- | --------- | ----- |
| 2002 | Disco popular | Ouro de Minas | Venceu    | [ 2 ] |

## Prêmio da Música Brasileira
| Ano  | Categoria                     | Indicado   | Resultado | Ref   |
| ---- | ----------------------------- | ---------- | --------- | ----- |
| 2001 | Melhor grupo (canção popular) | Roupa Nova | Venceu    | [ 3 ] |
| 2007 | Melhor grupo (canção popular) | Roupa Nova | Venceu    | [ 4 ] |
| 2011 | Melhor grupo (canção popular) | Roupa Nova | Venceu    | [ 5 ] |

## Prêmio TIM de Música
| Ano  | Categoria                     | Indicado      | Resultado | Ref   |
| ---- | ----------------------------- | ------------- | --------- | ----- |
| 2005 | Melhor grupo (canção popular) | Roupa Nova    | Venceu    | [ 6 ] |
| 2005 | Melhor disco (canção popular) | RoupaAcústico | Venceu    | [ 6 ] |

## Grammy Latino
| Ano  | Categoria                                    | Indicado              | Resultado | Ref         |
| ---- | -------------------------------------------- | --------------------- | --------- | ----------- |
| 2009 | Melhor Álbum de Pop Contemporâneo Brasileiro | Roupa Nova em Londres | Venceu    | [ 7 ] [ 8 ] |